# West Road River

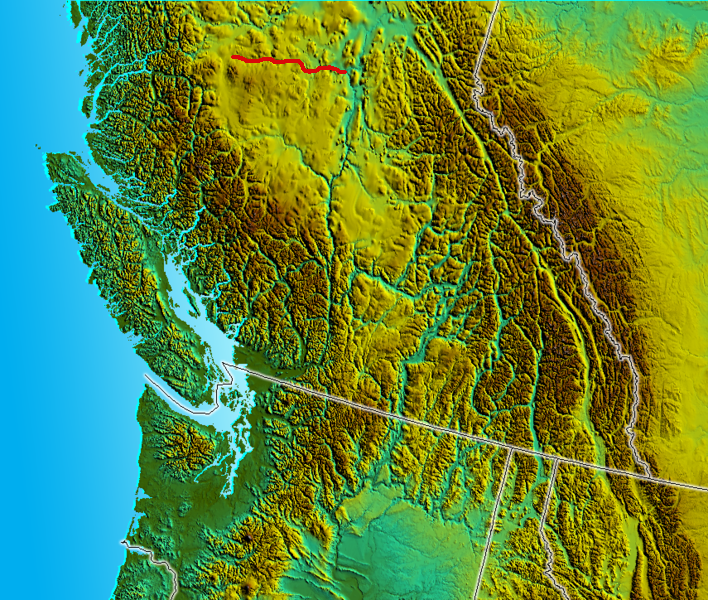
West Road River markeras med rött.

West Road River eller Blackwater River är en 280 km lång biflod till Fraser River i British Columbia. Den rinner i ost-sydostlig riktning från bergen. Under sitt lopp faller den 900 meter innan den förenar sig med Fraser.
Längs dess norra sida fanns en indiansk handelsled, Blackwater Trail, vilken förband kusten med bergen. Denna led användes av Alexander Mackenzie under sin Stilla Havs-expedition 1793.